# اسکارس‌دیل (نیویورک)
اسکارس‌دیل (به انگلیسی: Scarsdale) شهرکی در ایالات متحده آمریکا است که در شهرستان وستچستر، نیویورک واقع شده‌است. اسکارس‌دیل ۱۷٫۲۷ کیلومتر مربع مساحت و ۱۷٬۱۶۶ نفر جمعیت دارد و ۶۶ متر بالاتر از سطح دریا واقع شده‌است.